# The Harmonicats
The Harmonicats foi uma banda estadunidense composta por Jerry Murad (solo), Al Fiore (vineta) e Don Les (baixo), entre outros.

## História
Quando Murad e Fiore deixaram o grupo que participavam, o Borrah Minevitch's Harmonica Rascals em 1944, formaram o trio com Don Les. Eles foram o grupo de harmônica que mais vendeu com um primeiro lugar em 1947 com "Peg O'my Heart". Eles se beneficiaram por uma competição reduzida. Foi durante a greve do sindicato dos músicos, já que a harmônica não era considerada como um instrumento musical.
Os harmonicats gravaram para a Columbia nos anos 50, mudaram para a Mercury por alguns anos e retornaram a Columbia no final dos anos 60. Apesar da maioria de seus álbuns possuírem músicas do momento, o álbum de 1966, What New, Harmonicats? foi inovador, onde o trio tocou números como "Blowin in the wind" e "Get off of my clound".
Participaram do grupo grandes gaitistas como Pete Pedersen, Bud Boblink, Leon Lafell, Geroge Miklas, Danny Wilson, Al Data, entre outros.
Jerry Murad tocou com novas formações dos Harmonicats até sua morte em 1996. Ele apareceu em vários concertos com orquestras conduzidas por Richard Hayman. Os dois Rascals tocavam duetos como parte da performance. Ele também gravou um grande número de álbuns com seu próprio selo publicando-os com métodos de harmônica.

## Gravações
- Cherry Pink and Apple Blossom White, Columbia CL-1556,
- Peg o' My Heart, Columbia CL-1637,
- Sentimental Serenade, Columbia CL-1757/CS8557,
- Fiesta!, Columbia CL-1863,
- Forgotten Dreams, Columbia CL-1945,
- Try a Little Tenderness, Columbia CL-2090,
- The Love Songs of Tom Jones, Columbia CL-2166,
- Harmonica Rhapsody, Columbia CL-2341,
- Harmonicats' Selected Favorites, Mercury MG20074,
- South American Nights, Mercury MG20107,
- Command Performance, Mercury MG20122,
- The Cat's Meow, Mercury MG20136,
- In the Land of Hi-Fi, Mercury MG 20362,
- Harmonicha-Cha-Cha, Mercury MG 20391,
- Selected Favorites, Mercury-Wing MGW-12133,
- Harmonica Hits, Mercur-Wing MGW-12208,
- Cats Around The Horn, Mercury-Wing MGW-12216,
- Dolls, Dolls, Dolls, Mercury-Wing MGW-12242,
- El Cid & Moon River & other movie music, Columbia CS 8553,
- Fiesta, Columbia CS 8663,
- Forgotten Dreams, Columbia CS 8745,
- That New Gang of Mine, Columbia CS 9074,
- What's New, Harmonicats?, Columbia CS 9225,
- Greatest Hits, Columbia CS 9511,
- Jerry Murad's Harmonicats Collector's Item, Nekko Records, 1996

## Discografia
Noites Sul-Americanas com Harmonicats - Gravadora Mercury